# Lungret
Lungret (jämtska: Longre) är en by i Offerdals socken, Krokoms kommun, Jämtland. Byn är belägen vid Näldsjön mellan Änge och Glösa i Alsens socken.